# Вришика (месяц)
Вриши́ка (санскр. वृश्चिक, IAST: Vr̥ścika) — это солнечный месяц (восьмой из 12-и) в древнеиндийском лунно-солнечном календаре, соответствует зодиакальному созвездию Скорпион и приходится примерно на вторую половину ноября и первую половину декабря в григорианском календаре.
В ведических текстах месяц называется Урджа́ (санскр. उर्जा, IAST: Urjā), но в этих древних текстах он не имеет зодиакальных ассоциаций. Солнечный месяц Вришика перекрывается с лунным месяцем Маргаширша (Аграхаяна), в индийских лунно-солнечных календарях и знаменует конец осеннего сезона и начало зимы на индийском субконтиненте. Ему предшествует солнечный месяц Тула, а затем идёт солнечный месяц Дхану.
Месяц Вришика называется Ка́рттика́й (там. கார்த்திகை, IAST: Kārttikai) в тамильском календаре. Древние и средневековые санскритские тексты Индии различаются в своих расчетах относительно продолжительности месяца Вришика, как и остальных месяцев. Например, Сурья сиддханта, датированная ок. 400 годом, рассчитывает продолжительность месяца, как 29 дней, 11 часов, 46 минут и 0 секунд. В отличие от этого, Арья сиддханта рассчитывает продолжительность месяца, как 29 дней, 12 часов, 12 минут и 24 секунды. Индийские названия солнечных месяцев значимы в эпиграфических исследованиях Южной Азии. Например, месяц Вришика, наряду с другими солнечными месяцами, найден вписанным в индийских храмах и памятниках империи Чола средневековой эпохи.
Вришика также является:
- астрологическим знаком зодиака в индийской астрологии, где соответствует Скорпиону[9].
- последним, 24-м месяцем дариского календаря Марса.